# Stemmern (Sülzetal)
Stemmern is een plaats in de Duitse gemeente Sülzetal. De gemeente ligt in de Landkreis Börde in de deelstaat Saksen-Anhalt. Stemmern telt 229 inwoners (2006).